# 漢密爾頓縣 (堪薩斯州)
漢密爾頓縣（英語：Hamilton County，簡稱HM）是位於美國堪薩斯州西部的一個縣，西鄰科羅拉多州。面積2,584平方公里。根據美國2000年人口普查，共有人口2,670。縣治雪城（Syracuse）。
成立於1873年3月20日，縣名紀念首任財政部長亞歷山大·漢密爾頓。本縣是一個禁酒的縣。
38°01′00″N 101°40′01″W / 38.0167°N 101.667°W